# Commune (Finlande)
Pour les articles homonymes, voir Commune (homonymie).

Communes de Finlande en 2021.

Viles de Finlande (en rouge) et autres communes en 2020.

Les communes de Finlande (en finnois : kunta ; en suédois : kommun) sont le niveau d'administration et de gouvernement local de la Finlande. Elles forment les entités administratives fondamentales du pays.
Toute la Finlande est subdivisée en communes. Celles-ci possèdent le droit de lever des impôts locaux et fournissent les deux-tiers des services publics.

## Gouvernement
Les communes de Finlande sont gouvernées par des conseils municipaux élus (en finnois : kunnanvaltuusto ; en suédois : kommunfullmäktige) qui est légalement autonome et ne rend de comptes qu'aux électeurs. La taille du conseil est proportionnel à la population : le conseil de Sottunga, la commune la moins peuplée de Finlande (118 habitants en 2009), possède 9 membres ; celui d'Helsinki, la plus peuplée (579 016 habitants en 2009) en possède 85.
Les directeurs municipaux (pour les villes : kaupunginjohtaja en finnois et stadsdirektör en suédois ; pour les autres communes : kunnanjohtaja en finnois et kommunsdirektör en suédois) sont des fonctionnaires nommés par le conseil. Le directeur d'Helsinki est nommé ylipormestari en finnois et överborgmästare en suédois, c'est-à-dire « Lord-Maire », pour des raisons historiques.
Avant une modification récente de la loi, les communes finlandaises ne possédaient pas de maire (en finnois : pormestari ; en suédois : borgmästare). Tampere est la première ville à en élire un en 2007. Le maire n'est pas élu directement, mais de façon indirecte par le conseil municipal. Il agit comme directeur municipal et comme porte-parole du conseil.

## Compétences et impôts
Les communes ont la charge de la plupart des services publics, comme l'éducation, la santé, l'approvisionnement en eau et les voies de circulation locales. Elles n'ont aucun pouvoir législatif ou policier : ces tâches sont de la responsabilité du gouvernement central. Elles peuvent néanmoins publier des ordonnances locales pour le trafic routier et délivrer des contraventions. Elles sont des personnes morales et peuvent apparaître dans des tribunaux administratifs.
La taxe municipale est un impôt à taux unique prélevé sur le revenu ; le taux d'imposition est inférieur que celui des impôts sur le revenu de l'État (qui est progressif). Le taux d'imposition minimal est celui de Kauniainen, 16 % ; le taux d'imposition maximal atteint 20 %. Les communes reçoivent également des financements directement par l'État finlandais.
Les communes lèvent également une taxe foncière, qui est comparativement moins élevée. La taxe professionnelle est une autre source de revenus.

## Villes
Une commune peut obtenir le statut de « ville » (ou « cité ») par un simple acte administratif, signe d'une plus grande importance sans qu'il existe pour autant une règle automatique. Ainsi, de grosses bourgades rurales isolées ou des villes anciennement puissantes mais ayant perdu l'essentiel de leurs habitants gardent le statut de villes. À l'inverse, la plupart des communes situées dans l'agglomération des capitales régionales et ayant gagné de nombreux habitants à la faveur de l'exode rural n'ont pas le statut de villes.
Depuis la réforme de 1977, une ville a le statut administratif de commune, la différence étant désormais purement formelle mais gardant encore son importance pour les Finlandais.

## Langues

Communes unilingues finnoises
Communes bilingues, finnois majoritaire, suédois minoritaire
Communes bilingues, suédois majoritaire, finnois minoritaire
Communes unilingues suédoises
Communes bilingues, finnois majoritaire, langues sames minoritaires

Le finnois et le suédois sont les langues officielles de l'État finlandais, certaines langues sames étant reconnues comme langues régionales officielles. Suivant la composition linguistique de leur population, les communes peuvent être unilingues finnoises ou suédoises, bilingues finnois/suédois, bilingues finnois/langues sames.
En 2009 :
- 292 communes sont unilingues finnoises ;
- 19 sont unilingues suédoises :
  - les 16 communes des Åland ;
  - 3 communes d'Ostrobotnie : Korsnäs, Larsmo et Närpes ;
- 37 sont bilingues :
  - 18 où le finnois est la langue majoritaire et le suédois la langue minoritaire :
    - 13 en Uusimaa : Espoo, Hanko, Helsinki, Kauniainen, Lohja, Siuntio,Vantaa, Lapinjärvi, Loviisa, Myrskylä, Porvoo, Ruotsinpyhtää et Sipoo ;
    - 2 en Ostrobotnie : Kaskinen et Vaasa ;
    - 1 en Finlande du Sud-Ouest : Turku ;
    - 1 en Ostrobotnie centrale : Kokkola ;
    - 1 dans la vallée de la Kymi : Pyhtää ;

  - 15 où le suédois est la langue majoritaire et le finnois la langue minoritaire :
    - 9 en Ostrobotnie : Jakobstad, Korsholm, Kristinestad, Kronoby, Malax, Nykarleby, Oravais, Pedersöre et Vörå-Maxmo ;
    - 2 en Finlande du Sud-Ouest : Kimito et Väståboland ;
    - 4 en Uusimaa : Ingå, Raseborg, Liljendal et Pernå.

  - 4 en Laponie où le finnois est la langue majoritaire et une ou plusieurs langues sames sont minoritaires :
    - Enontekiö, Sodankylä et Utsjoki, où le same du Nord est minoritaire ;
    - Inari, où le same du Nord, le same d’Inari et le same skolt sont minoritaires.

## Statistiques

### Nombre
Au 1er janvier 2018, la Finlande compte 311 communes, dont 107 sont des villes.
En raison d'une politique visant à permettre aux communes d'atteindre une taille critique, les dernières années ont été marquées par une tendance à la fusion de communes : entre 2007 et 2009 par exemple, 30 fusions ont été effectuées, impliquant 92 communes et réduisant le nombre total de 62.
| Nombre de communes en Finlande depuis 1900 |      |      |      |      |      |      |      |      |      |      |      |      |      |      |      |      |
| Année                                      | 1900 | 1905 | 1910 | 1915 | 1920 | 1925 | 1930 | 1935 | 1940 | 1945 | 1950 | 1955 | 1960 | 1965 | 1970 | 1975 |
| Communes                                   | 510  | 513  | 519  | 528  | 542  | 577  | 592  | 601  | 602  | 558  | 547  | 548  | 548  | 546  | 518  | 477  |

| Nombre de communes en Finlande depuis 1980 |      |      |      |      |      |      |      |      |      |      |
| Année                                      | 1980 | 1985 | 1990 | 1995 | 2000 | 2005 | 2010 | 2013 | 2015 | 2021 |
| Communes                                   | 464  | 461  | 460  | 455  | 452  | 432  | 342  | 320  | 317  | 309  |

### Population
Le tableau suivant résume en 2009 la répartition des communes de Finlande suivant leur population :
| Population (en 2009)     | Nombre de communes | Nombre de communes (%) | Population totale | Population totale (%) |
| ------------------------ | ------------------ | ---------------------- | ----------------- | --------------------- |
| Plus de 500 000          | +001,              | +000,29                | +0579 016,        | +010,85               |
| Entre 100 000 et 500 000 | +007,              | +002,01                | +1 191 230,       | +022,32               |
| Entre 50 000 et 100 000  | +011,              | +003,16                | +0749 553,        | +014,04               |
| Entre 40 000 et 50 000   | +004,              | +001,15                | +0187 941,        | +003,52               |
| Entre 30 000 et 40 000   | +011,              | +003,16                | +0393 334,        | +007,37               |
| Entre 20 000 et 30 000   | +021,              | +006,03                | +0501 040,        | +009,39               |
| Entre 10 000 et 20 000   | +045,              | +012,93                | +0648 276,        | +012,14               |
| Entre 5 000 et 10 000    | +092,              | +026,44                | +0667 339,        | +012,5                |
| Entre 2 000 et 5 000     | +107,              | +030,75                | +0357 057,        | +006,69               |
| Entre 1 000 et 2 000     | +036,              | +010,34                | +0055 752,        | +001,04               |
| Moins de 1 000           | +013,              | +003,74                | +0007 466,        | +000,14               |
| Total                    | 348                | 100,00                 | 5 338 004         | 100,00                |

La population médiane des communes est de 5 744 habitants en 2009 ; la population moyenne, de 15 339 habitants.

### Superficie
Le tableau suivant résume la répartition des communes de Finlande suivant leur superficie (uniquement leur superficie sèche, sans tenir compte des lacs ou des étendues maritimes) :
| Superficie (en km², en 2009) | Nombre de communes | Nombre de communes (%) | Superficie totale | Superficie totale (%) |
| ---------------------------- | ------------------ | ---------------------- | ----------------- | --------------------- |
| Plus de 10 000               | +002,              | +000,57                | +026 748,78       | +008,8                |
| Entre 5 000 et 10 000        | +008,              | +002,3                 | +051 845,55       | +017,06               |
| Entre 2 000 et 5 000         | +015,              | +004,31                | +045 215,56       | +014,88               |
| Entre 1 000 et 2 000         | +047,              | +013,51                | +064 150,95       | +021,11               |
| Entre 500 et 1 000           | +104,              | +029,89                | +070 486,12       | +023,19               |
| Entre 200 et 500             | +105,              | +030,17                | +037 047,65       | +012,19               |
| Entre 100 et 200             | +050,              | +014,37                | +007 459,61       | +002,45               |
| Entre 50 et 100              | +008,              | +002,3                 | +000690,8         | +000,23               |
| Moins de 50                  | +009,              | +002,59                | +000253,82        | +000,08               |
| Total                        | 348                | 100,00                 | 303 898,84        | 100,00                |

La superficie sèche médiane des communes est de 502,46 km² en 2009 ; la superficie sèche moyenne, de 873,27 km².